# Bastien Meupiyou
Bastien Meupiyou, né le 19 mars 2006 dans le 12e arrondissement de Paris, est un footballeur franco-camerounais qui évolue au poste de défenseur central au FC Alverca, en prêt du Wolverhampton Wanderers.

## Biographie

### Carrière en club
Né à Paris en France, Bastien Meupiyou commence le football dans le Paris FC, puis il joue pour le FC Montfermeil avant de rejoindre le FC Nantes en 2019, où il poursuit a formation. Considéré comme l'une des grandes promesses du centre de formation des Canaris où il impressionne par sa maturité, il s'entraîne pour la première fois avec l'équipe première à l'âge de 16 ans avant d'intégrer le groupe professionnel durant la préparation estival en 2023.
Meupiyou joue son premier match en professionnel le 1er septembre 2023, lors d'une rencontre de Ligue 1 face à l'Olympique de Marseille, où il est directement titularisé. Cette première est compliquée pour le jeune défenseur de 17 ans, qui est expulsé. Les deux équipes se neutralisent ce jour-là (1-1 score final).
En août 2024, il s'engage officiellement pour 5 ans avec une option pour une année supplémentaire en rejoignant Wolverhampton Wanderers contre une indemnité de 5 M€.

### En sélection
En mai 2023, Bastien Meupiyou est sélectionné avec l'équipe de France des moins de 17 ans pour participer à l'Euro 2023 organisé en Hongrie.
La France se qualifie pour la finale après avoir battu l'Espagne le 30 mai 2023 sur le score de trois buts à un,,. Il est titularisé lors de la finale disputée le 2 juin 2023 et perdue par les jeunes français aux tirs au but contre l'Allemagne.
Avec les moins de 17 ans il est également retenu pour participer à la Coupe du monde des moins de 17 ans en 2023.

### En championnat
France -17 ans
- Championnat d'Europe -17 ans
  - Finaliste en 2023
- Coupe du monde -17 ans
  - Finaliste en 2023